# 莱镇 (摩泽尔省)
莱村（法語：Ley，法語發音：[lɛ]）是法国摩泽尔省的一个市镇，属于萨尔堡-萨兰堡区。

## 地理
莱村（48°44'8"N, 6°39'24"E）面积6.13 平方千米，位于法国大東部大區摩泽尔省，该省份为法国东北部内陆省份，是洛林的一部分，西南接默尔特-摩泽尔省，东临下莱茵省，北与卢森堡和德国接壤。
与莱村接壤的市镇（或旧市镇、城区）包括：多讷莱、瑞沃利兹、勒泽、蒙库尔、奥姆赖。
莱村的时区为UTC+01:00、UTC+02:00（夏令时）。

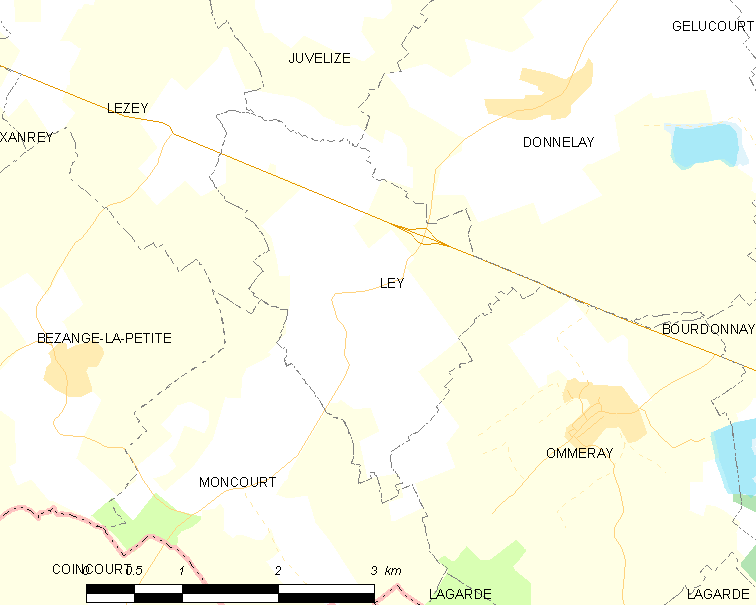
莱村的OSM定位图

## 行政
莱村的邮政编码为57810，INSEE市镇编码为57397。

## 政治
莱村所属的省级选区为索努瓦县。

## 人口

1962-2008年间莱村人口变化图示

莱村于2022年1月1日时的人口数量为107人。